# 光明街道 (梅河口市)
光明街道，是中华人民共和国吉林省通化市梅河口市下辖的一个乡镇级行政单位。

## 行政区划
光明街道下辖以下地区：
莲花社区、前途社区、兴业村、业家村和革新村。